# Оазис (фильм, 2002)
Оазис — южнокорейская драма режиссёра Ли Чан Дона, мировая премьера которой состоялась 9 августа 2002 года. В России премьера фильма состоялась весной 2003 года, и осенью того же года состоялся VHS- и DVD-прокат.

## Содержание
Этот фильм рассказывает о 30-летнем парне по имени Хон Джонду, три раза сидевшем в тюрьме, причём последний раз за то, что взял вину брата за сбитого дорожного рабочего на себя.
Будучи социально дезадаптированным, после выхода из тюрьмы Джонду попадает в переделки. Так, зайдя в ресторан, он не может заплатить за обед, и его арестовывают. Однако из полиции непутёвого парня забирает под поручительство его младший брат.
Через пару дней, насилу, по рекомендации старшего брата, устроившись на работу посыльным, Джонду отправляется на квартиру к родственникам человека по имени Хан Сансик, который два года назад погиб в автокатастрофе, чтобы выразить соболезнование. Войдя в квартиру, он замечает дочь погибшего Хан Сансика, страдающую церебральным параличом. Но едва парень пытается познакомиться с искалеченной девушкой, как в квартиру заходит брат Гонджу с женой и бесцеремонно выгоняют парня. Однако через день Хон приходит с букетом цветов, просит соседку передать их Гонджу, а потом тайком, найдя ключ от квартиры, проникает в квартиру и ещё раз пытается познакомиться с Гонджу. Он пробует её обнять, поцеловать, даже пытается заняться сексом, вследствие чего она падает в обморок. Хон убегает, не причинив вреда Гонджу.
После не очень удавшейся встречи Джонду снова приходит к парализованной девушке, и в этот раз им удаётся познакомиться и подружиться. Парень регулярно вывозит в инвалидном кресле девушку из её маленькой бедной квартирки на улицу. Гонджу рассказывает парню о том, что боится, когда тени от веток дерева за окном шевелятся на вышитой картинке с индийскими танцорами и слонами под названием «Оазис», что висит на стене её спальни. Хоть для всех Гонджу всего лишь больная в инвалидном кресле, сама Гонджу часто представляет, как танцует и веселится, словно любая другая девушка.
Через несколько дней у матери Джонду день рождения. На праздник приходят все члены семьи. Туда пришёл и Джонду с парализованной Гонджу в инвалидном кресле. Все гости отрицательно реагируют на девушку, старший брат ругает Хона за то, что тот привёл незнакомую девушку, никого не предупредив. После чего Хон рассказывает, что Гонджу дочь умершего Хан Сансика.
Поздно вечером, когда Хон довёз девушку домой, Гонджу  просит его переспать вместе с ней, поскольку помнит его слова, что она красивая. Хон соглашается, и в этот раз ему удаётся заняться любовью с парализованной девушкой. Однако в самый разгар страсти входит жена брата девушки. Возникает переполох. Джонду арестовывают, родственники Гонджу, взяв её саму, тоже едут в полицию в качестве свидетелей для проведения следственного эксперимента. В полиции Хон встречается со старшим братом, который решает не выгораживать брата, согласившись на то, что Хон ещё раз посидит в тюрьме.
Хон совершает побег из участка, безуспешно пытается дозвониться до Гонджу. Прежде чем полиция с помощью её родственников снова арестовывает его, Джонду успевает спилить ветви дерева, тени которых так пугали Гонджу.
Парализованная Гонджу осталась одна в квартире с вышитой картиной «Оазис». Он пишет ей трогательные письма из тюрьмы. Она его ждет.
Кинолента в 2002 году получила сразу четыре премии Венецианского кинофестиваля - «Приз Марчелло Мастрояни», «Приз ФИПРЕССИ (конкурсная программа)», «Приз всемирной католической ассоциации по коммуникациям (SIGNIS)» и «Специальная режиссерская награда».

## В ролях
- Соль Гёнгу — Хон Джонду
- Мун Сори — Хан Гонджу
- Ан Нэсан — Хон Джонъиль
- Лю Сынван — Хон Джонсэ
- Сон Бёнхо — Хан Сансик

## Релиз на DVD в России
- Оазис (2004, RUSCICO) — звук: русский многоголосый закадровый, корейский; русские субтитры